# 巴尔萨克 (阿韦龙省)
巴尔萨克（法語：Balsac，法語發音：[balsak]）是法国阿韦龙省的一个旧市镇，属于罗德兹区。2017年，巴尔萨克与市镇德吕埃勒合并为新市镇德吕埃勒-巴尔萨克。

## 地理
巴尔萨克（44°24'11"N, 2°26'42"E）面积15.57 平方千米，位于法国奧克西塔尼大區阿韦龙省，该省份为法国南部内陆省份，位于法國中央高原南部，北起顺时针与康塔爾省、洛泽尔省、加尔省、埃罗省、塔恩省、塔恩-加龙省和洛特省接壤。
与巴尔萨克接壤的市镇（或旧市镇、城区）包括：克莱尔沃达韦龙、德吕埃勒、奥内堡、萨勒拉苏尔斯、瓦拉迪。

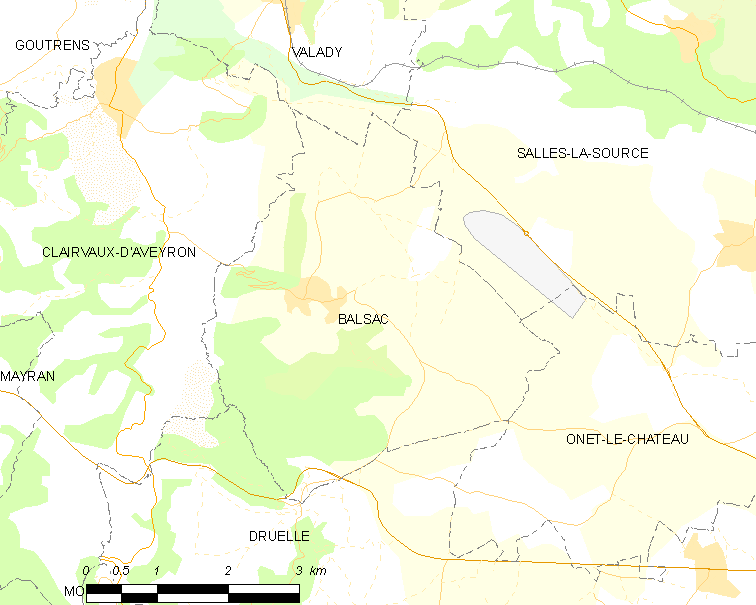
的OSM定位图

巴尔萨克的时区为UTC+01:00、UTC+02:00（夏令时）。

## 行政
巴尔萨克的邮政编码为12510，INSEE市镇编码为12020。

## 政治
巴尔萨克所属的省级选区为山谷县。

## 人口

1962-2008年间人口变化图示

巴尔萨克于2017年1月1日时的人口数量为631人。